# Lista de deputados estaduais do Piauí da 11.ª legislatura
Esta é a lista de deputados estaduais do Piauí para a legislatura 1987–1991.

## Composição das bancadas
| Partido | Líder              | Bancada | Posição  |
| ------- | ------------------ | ------- | -------- |
| PFL     | Waldemar Macedo    | 16 / 30 | Oposição |
| PMDB    | Themístocles Filho | 8 / 30  | Governo  |
| PDS     | Newton Macedo      | 6 / 30  | Governo  |

## Deputados Estaduais
Com o número de vagas na Assembleia Legislativa do Piauí elevado de vinte e sete para trinta cadeiras, o PFL ficou com dezesseis ante oito do PMDB e seis do PDS, o que deu à coligação que elegeu o governador Alberto Silva uma minoria de quatorze assentos, ignoradas adesões posteriores ao pleito ou a convocação de suplentes.
| Número | Deputados estaduais eleitos | Partido | Votação | Percentual | Cidade onde nasceu    | Unidade federativa |
| 15312  | Marcelo Castro              | PMDB    | 26.708  | 2,78%      | São Raimundo Nonato   | Piauí              |
| 25673  | Sebastião Leal              | PFL     | 22.813  | 2,37%      | Uruçuí                | Piauí              |
| 25517  | Waldemar Macedo             | PFL     | 22.607  | 2,35%      | São Raimundo Nonato   | Piauí              |
| 25544  | Xavier Neto                 | PFL     | 21.726  | 2,26%      | Amarante              | Piauí              |
| 15345  | Warton Santos               | PMDB    | 20.797  | 2,16%      | Picos                 | Piauí              |
| 25560  | Francisco Costa             | PFL     | 20.180  | 2,10%      | Barras                | Piauí              |
| 25244  | Robert Freitas              | PFL     | 19.231  | 2,00%      | José de Freitas       | Piauí              |
| 25258  | Sabino Paulo                | PFL     | 19.196  | 1,99%      | São João do Piauí     | Piauí              |
| 25595  | Maurício Melo               | PFL     | 18.330  | 1,90%      | Campo Maior           | Piauí              |
| 25549  | Juraci Leite                | PFL     | 18.315  | 1,90%      | Pedro II              | Piauí              |
| 25886  | Barros Araújo               | PFL     | 18.063  | 1,88%      | Picos                 | Piauí              |
| 25809  | Humberto Silveira           | PFL     | 15.631  | 1,62%      | Jaicós                | Piauí              |
| 11319  | Marcelo Coelho              | PDS     | 15.630  | 1,62%      | Teresina              | Piauí              |
| 25260  | Juarez Tapety               | PFL     | 15.474  | 1,61%      | Oeiras                | Piauí              |
| 25132  | Moraes Souza                | PFL     | 14.961  | 1,55%      | Parnaíba              | Piauí              |
| 25816  | Wilson Brandão              | PFL     | 13.577  | 1,41%      | Pedro II              | Piauí              |
| 25909  | Antônio Rufino              | PFL     | 12.937  | 1,34%      | Novo Oriente do Piauí | Piauí              |
| 25825  | Paes Landim                 | PFL     | 12.381  | 1,29%      | São João do Piauí     | Piauí              |
| 11734  | Adelmar Pereira             | PDS     | 12.205  | 1,27%      | Floriano              | Piauí              |
| 25327  | Fernando Monteiro           | PFL     | 12.080  | 1,25%      | Teresina              | Piauí              |
| 15779  | Luciano Nunes               | PMDB    | 11.749  | 1,22%      | Oeiras                | Piauí              |
| 15273  | João Silva Neto             | PMDB    | 11.725  | 1,22%      | Parnaíba              | Piauí              |
| 15923  | Kleber Eulálio              | PMDB    | 10.355  | 1,07%      | Teresina              | Piauí              |
| 15692  | José Reis Pereira           | PMDB    | 10.033  | 1,04%      | São João do Piauí     | Piauí              |
| 11184  | Gérson Mourão               | PDS     | 9.942   | 1,03%      | Pedro II              | Piauí              |
| 15729  | Themístocles Filho          | PMDB    | 9.781   | 1,01%      | Teresina              | Piauí              |
| 11419  | Adolfo Nunes                | PDS     | 9.620   | 1,00%      | Teresina              | Piauí              |
| 15219  | Francisco Figueiredo        | PMDB    | 8.904   | 0,92%      | União                 | Piauí              |
| 11967  | Guilherme Melo              | PDS     | 8.710   | 0,90%      | Teresina              | Piauí              |
| 11214  | Newton Macedo               | PDS     | 8.560   | 0,89%      | São Raimundo Nonato   | Piauí              |